# Star Wars Episode I: The Phantom Menace
Star Wars Episode I: The Phantom Menace – komputerowa przygodowa gra akcji oparta na filmie Gwiezdne wojny: część I – Mroczne widmo. Fabuła gry jest niemal identyczna z fabułą filmu.
W trakcie rozgrywki gracz steruje czterema różnymi postaciami:
- Obi-Wan Kenobi – padawan Jedi
- Qui-Gon Jinn – mistrz Jedi, mentor Obi-Wana Kenobiego
- Padmé Amidala – królowa planety Naboo
- Kapitan Panaka – kapitan straży królowej